# Alucita klimeschi
Alucita klimeschi is een vlinder uit de familie waaiermotten (Alucitidae). De wetenschappelijke naam is voor het eerst geldig gepubliceerd in 1997 door Scholz & Jackh.
De soort komt voor in Europa.